# 松井日奈子
松井 日奈子（まつい ひなこ、2003年12月30日 - ）は、日本のAV女優。アトラクティブ所属。

## 略歴
2021年頃より秋田県大仙市でローカルタレントとして活動ののち、もっと全国で勝負がしたいとセクシー女優転向を決意。経験人数が多いわけではなかったが（後年、マッチングアプリにハマり20人セフレがいた時期もあるとも発言している）、交際相手からセックスは褒められており、この道なら勝負できると思ったことが決め手となって、2024年5月『「私だってヒロインになりたい」 東北でローカルタレントしていた本物芸能人 いっっっっちばん自信のあるセックスで勝負したくて上京デビュー 松井日奈子』（kawaii）でデビュー。同年8月6日発売作品をもって、kawaii専属女優を卒業。以降、企画単体女優として無邪気な学生から妖艶な人妻まで幅広く演じる。
2025年に入ると、テレビ東京『ゴッドタン』出演で注目を浴びた。

## 人物
- 趣味は料理とジム通い。特技は料理、民謡、書道[6]。民謡に関しては秋田県大仙市「ドンパン節」を盛り上げる、ドンパン娘としての活動歴を持つ。
- 身長146センチと小柄だが、身体のどこにこんなに入っていたのかと言われるほどの潮吹きが特技[4]。週刊プレイボーイ誌上では「潮吹きチャンピオン」と称された。AVライターの芝田カズは「潮のバリエーションも豊富で、きれいな一直線のビーム潮から、土砂降りのようなダイナミックなハメ潮まで所構わず吹き荒らすのがエチエチ」と解説[4]。AVライターのさおりは、「最長で30秒間吹き続けた」「飛距離も4メートルくらいある」と記録を解説しており[4]、撮影ではカメラに向かって潮吹きし破壊したこともあり、「30秒4mビーム潮」は本人も代名詞的に用いている[7]。
- テレビ番組で共演した劇団ひとりは「めちゃめちゃいいね。エロ面白いを極めてるかも」と評しており、[5]。ウェブサイト・LOVEPOP担当者は「場を明るくする才能の持ち主」と人物評を綴っている[6]。
- ライターのもちづき千代子は前述のゴッドタンでの松井を見て「どう考えてもタダ者ではない」と感じインタビューを申し込んだ[2]。
- AV好きは父のコレクションしていたAVを小2ごろから見ていた影響[2]。この行為が両親と妹にバレてからは父は家族のいるところでAV動画を見るなど逆にオープンになった。AV女優になったことは母親には伝えているが、父親が知っているかは直には聞いていない[2]。
- 初オナニーも小2で、股間を手で直にいじると汚くなることからゴム手袋をしていじるようになる[3]。その結果ツルツルした素材やラバー、食品ラップを舐めることが一時性癖となる。初体験は17歳で場所は車の中[3]。見られてしまうかもという興奮からこの時期カーセックスにハマり、エンジン音や車用芳香剤でもムラムラするようになったという[3]。性癖としてはMだが、Sを自認する男性には逆に責めたくなると述べており、AV作品内でも両面ともに演じることが多い[3]。

## 作品

### アダルトビデオ
2024年
- 「私だってヒロインになりたい」 東北でローカルタレントしていた本物芸能人 いっっっっちばん自信のあるセックスで勝負したくて上京デビュー 松井日奈子（5月3日、kawaii）
- 人生で一番気持ちいいSEXをしたデビュー作の撮影終了と同時に長いなが～い1ヶ月の禁欲指令 元芸能人がブッ壊れるヤバすぎる大大大過激アクメ 松井日奈子（6月4日、kawaii）
- 騙して、辱めて、ハメ倒す。恥じらいさえも吹き飛ばす鬼イカせ強●アクメ性感エステ 松井日奈子（7月2日、kawaii）

- 生エロス開眼 人生初の生ち●ぽ生ハメ×怒涛の鬼追撃ピストン×初めてのおま●こ生中出し kawaii*卒業スペシャル 松井日奈子（8月6日、kawaii）
- 【VR】「日奈子のこと、満足させてくれますか？」首絞め、イラマ、鬼ピストン…松井日奈子が望むハードでマゾな世界（8月4日、kawaii）
- 朝から晩までチ〇コをいたわる即尺メイド ご主人様の精子を見たい！味わいたい！浴びたい！大量射精でおしゃぶり搾精ご奉仕 松井日奈子（9月24日、ABC/妄想族）

- 雑魚チンとあざ笑うメスガキを自慢の20.7cmデカチンで躾した。松井日奈子（9月26日、Materiall）
- 派遣マッサージ師にきわどい秘部を触られすぎて、快楽に耐え切れず寝取られました。 松井日奈子（10月8日、ダスッ！）[2]
- 中出しマゾ絶頂145cmひなこ 「イってるって！ダメ！でちゃう！」 ジェット潮吹き！杭打ち騎乗！ハイテンション絶頂女学生！淫乱絶頂生徒指導 放送部 松井日奈子（10月8日、オーロラプロジェクト・アネックス）
- 【M気たっぷり潮吹きガール】責められて感じちゃうドM美少女をハメまくり！頭を掴んで自己中イラマ！よだれダラダラで快感MAX！バニーコスで二回戦！漏れ出すオホ声がたまらない！マゾ穴に限界ピストン中出しフィニッシュ！！【PornGirl】【hinako】 松井日奈子（10月6日、DOC）
- 【ハメ潮止まらぬ発情うさぎ】経験人数三桁イってる激かわ美少女！感度良すぎてマ●コ決壊もはや滝レベルの潮吹きw ハメてる最中もチ●コ抜くたび豪快ハメ潮！奥を突かれてトロけた表情のセックス狂いにガチ中出し！！【Thanks Bitch】【ひな】 松井日奈子（10月11日、DOC）
- デカチンにNTRされた女子校生 僕の大好きな彼女がバイト先のデカチン大学生に寝取られ中出しされた！ F-NTR6 ひなこ 145cm Fカップ 松井日奈子（10月12日、First Star）
- 【VR】おぼつかない手つきで性欲処理をしてくれた家政婦はまだ女子校生 松井日奈子（10月20日、KMPVR-彩-）

- 知人デリヘル。本番ナシのデリヘル呼んだら、生意気な後輩がやってきた。 松井日奈子（11月12日、ダスッ！）[2]

- 叔父を四六時中誘惑する日焼け姪っ子姉妹 望月つぼみ 松井日奈子（11月22日、I.B.WORKS）
- 「中出しシて…おじちゃん…」 初心な女体を叔父達に悪戯され…淫乱堕ち…孕ませ懐妊 中年チ〇ポ偏愛女学生 帰省してきた姪っ子の美乳 松井日奈子（11月26日、オーロラプロジェクト・アネックス）

- 【VR】パパ活生意気J〇キメセク調教！媚薬漬け中出しSEXで完全メス奴●堕ち！！ 松井日奈子【8K】（11月27日、P-BOX VR）
- 【VR】市民プールに遊びに来る日焼け美少女を狙った欲情ハラスメント（11月30日、TMA）

- 【VR】俺の事とSEXが好きすぎる性欲爆強の激カワ彼女とイチャラブ全開で朝まで何度も中出し生交尾 松井日奈子【8K】（12月4日、P-BOX VR）
- 『本当に退会しますか？』 入会は容易いのにやめようと思うと簡単にはやめられないサブスクの退会手続き！ 退会迷路を抜け出した先に待ち受けていたのはあの手この手で退会を邪魔してくる女子社員だった！？（12月6日、DOC）

2025年
- 人妻の浮気心 松井日奈子（1月7日、人妻援護会/エマニエル）
- 制服少女レズ痴● 疼く身体を卑猥な手つきで病みつきになるほど敏感開発されて…。 水川潤 松井日奈子（1月14日、ビビアン）
- 単独強姦魔 松井日奈子（2月4日、アタッカーズ）
- 汗だく・巨尻・透けるパンティがエロ過ぎて 配達先で即ハメされる 美人配達員 即フェラ失禁イキまくり。男の欲情を誘う卑猥な肉体。 松井日奈子（2月11日、ROOKIE）[4][8]
- パンチラ特化！転校してきた松井さんはわざとパンティを見せつけて反応を楽しむ小悪魔J系だった！！ 松井日奈子（2月18日、グローリークエスト）
- 洗脳セクサロイド化光線銃（3月6日、ROCKET）
- 獣人の館 監禁され異形に犯●れる制服少女 松井日奈子（3月11日、ROOKIE）[3]
- 万引き冤罪レ×プ 脅迫され性処理肉便器として孕むまで中出しされ続けた無実の制服美少女 松井日奈子（3月18日、無垢）
- とにかく明るいハイテンション娘 爆笑した直後に寄り目オホイキ！ハメ潮ビュービュー吹かされガチ恋セックスでチ●ポ堕ち（3月25日、ブロッコリー/妄想族）※ノンクレジット
- ペロペロちゅっちゅめちゃかわW痴女 女子校生の唾液はあま～い蜜の味… 唾液と唾液が絡み合う口内性感開発（3月29日、HMN WORKS）
- 松井日奈子 濡れてテカってピッタリ密着 神競泳水着 可愛い女子の競泳水着姿をじっとりと堪能！着替え盗撮から始まり貧乳から巨乳にパイパン、ハミ毛、ジョリワキ等のフェチ接写やローションソーププレイや競泳水着ぶっかけ等を完全着衣で楽しむAV（4月10日、親父の個撮）
- 【VR】奥さまは元教え子！清楚に見えてテクニシャン！ 松井日奈子 【8K】（4月9日、P-BOX VR）
- 超密着！股間が顔に当たるメンズエステ 顔でクリを刺激してたらそのまま顔面放尿そしてSEX（4月10日、アキノリ）
- 無様エロ特化 松井日奈子（4月15日、グローリークエスト）
- 眼鏡J系、言いなり肉オナホ。 松井日奈子（5月4日、ドリームチケット）
- 手コキに若き汗を捧げる女子●生たち。私立新中野学院「発射部」（5月22日、SODクリエイト）
- ムカつくチン騎士上司に妻を使い美人局制裁 松井日奈子（4月29日、マザー）
- 久々に会ったチビ姪がボーイッシュでジェンダーレスなJ系に！顔はイケメン、根はムッツリスケベにギャップ勃ちした僕のデカチンが我慢出来ずセクハラしたら無自覚アクメ潮をレーザー発射してメス堕ちしちゃった！ 松井日奈子（5月6日、ディープス）

- この子ヤバイ！！美乳潮吹きモンスターに汚されたい。松井日奈子（5月3日、S-Cute）
- ごぶさた女子に大人気！隠れ家的エステの性感オイルマッサージ！ 松井日奈子（5月5日、プラネットプラス）
- 私に飼われてみない？ 実録。レズペットを飼う絶世の美女 百永さりな 千石もなか 松井日奈子（5月13日、ダスッ！）
- 超密着！股間が顔に当たるメンズエステ 顔でクリを刺激してたらそのまま顔面放尿そしてSEX 【出演】松井日奈子（5月14日、アキぴん）
- 【VR】夫の借金の為に逆バニーガール姿で「たっぷり生中出ししてください…」と言わされる！ 松井日奈子【8K】（6月14日、P-BOX VR）
- MJOI 最高の変態手淫指導 絶対的挑発淫語オナニーコントロール 松井日奈子（5月20日、MARRION）
- 万引き性裁イラマチオ 口内パワハラ串刺しPtoM！24時間性処理バイトまん娘に懐妊中出しコンビニ宴す～喉輪ごっくん種付けジンギスカン～ 松井日奈子（5月22日、FALENO TUBE）
- 【VR】【8K VR】放課後射精ガマン顔観察club 超近距離で見つめながらの寸止めラッシュで射精・視線・表情すらも徹底管理されたあだ名が鉄仮面陰キャのボク 松井日奈子（6月5日、	unfinished）
- （女の子の感度をバグらせて）『痙攣するほどイカせてみたい！』ひよこ女子の究極’奥イキ’開発×いちゃいちゃポルチオSEXのすすめ。その2（6月12日、ひよこ）
- 肉壺懇願 単位が足りない女子大生は断れない 松井日奈子（6月20日、プラネットプラス）
- 【VR】人生掻き乱されるほど大胆で過激な誘惑に、自分を見失わせる超小悪魔生徒 松井日奈子（7月12日、KMPVR-彩-）
- 塩対応生意気P活女をわからせ。vol.01（7月18日、DOC）[9]

- 夏休みで誰も居ないはずの学生寮で女の子と二人きり こんな状況で手を出したらしつこいくらいの性欲がヤバかった 松井日奈子（7月24日、アキノリ）
- 【VR】ほろ酔いのカワイイ同期を無理にハメると嫌がりながらも感じまくり、容姿に似合わぬ下品なオホ声が止まらないド変態オンナだった 松井日奈子（7月25日、KMPVR-彩-）
- オフパコ枕営業しているあざと可愛いデカ尻コスプレイヤーに媚薬を仕込み固定バイブ撮影会でアへ顔即潮射するキメセク秒イキ肉便器にしてみた。 松井日奈子（8月5日、ルナティックス）
- 【VR】体調不良で寝込んでいた僕の真っ白な布団の中に潜り込んでくる黒タイツを穿いた可愛すぎる幼馴染といちゃいちゃ蒸れ蒸れ擦り合いHで中出ししまくった 松井日奈子（8月8日、DOC）
- 【VR】乳離れしていない義理妹にもんぜつ乳首責めされて実は兄も乳離れしてなくて乳首責めごっこした夏 松井日奈子（8月8日、こあらVR）
- 発射無制限！美少女J系風俗裏バイト（8月12日、unfinished）
- 潮吹きレズビアン ～潮まみれで愛し合う禁断レズセックス～（8月19日、U＆K）
- 騎乗位SEX＋睾丸弄りで生殖器完全ジャックされ続けた僕。中出し2発とフェラ手こきで計3回発射！！（8月26日、アロマ企画）
- 付き合って3か月。同じ進学先を目指す大好きな彼氏とはまだキスもしていないのに…大嫌いな変態教師からのしつこくて、粘着質なべろチュウ種付けプレス9発中出しでザーメン逆流屈辱堕ち。 松井日奈子（8月26日、レアルワークス）
- 罵倒痴女のセンズリ射精管理（9月1日、OFFICE K’S）
- ROCKET17周年記念ユーザーリクエスト祭り 童貞魔法使いおじさんの大復讐でカップル全員地獄逝き ～風魔法、電流魔法、時間停止魔法、全員無様にアヘ顔晒してイキまくり！～（9月11日、ROCKET）
- 温泉旅行で姪っ子二人にレズられおもちゃにされた私 VOL.2（9月11日、DANDY）
- 自称レズだとイキった虚言百合ギャルをガチレズ調教＆快楽漬けにして徹底的に理解らせた。 斎藤あみり 松井日奈子（9月9日、ビビアン）
- クリトリスが異常なほど敏感なワタシは… 保健の先生に毎日毎日コンプレックスのクリトリスをもてあそばれおかしくなるくらい何度も何度もお漏らしイキしてしまいました。 松井日奈子（9月16日、エムズビデオグループ）
- ディープスロート レストラン in 東京（9月16日、犬/妄想族）

### イメージビデオ
- 浅水紗香 侵せよ聖域（サンクチュアリ）（2024年10月30日、スパイスビジュアル）※浅水紗香名義

## 出演

### テレビ
- ゴッドタン（2025年3月16日[5]、5月25日[10][11]、テレビ東京）